# Young Hoon Lee
Pour les articles homonymes, voir Hoon.
Young Hoon Lee, né le 19 novembre 1954, est un pasteur chrétien de courant pentecôtiste, pasteur principal de l’église Yoido Full Gospel Church à Séoul, Corée du Sud depuis 2008.  

## Biographie
Young naît le 19 novembre 1954 à Séoul en Corée du Sud. Young a grandi dans une famille chrétienne. En 1964, il rejoint l'église de Yoido Full Gospel Church.  Il dit ressentir l'appel de Dieu pour le ministère et commence des études de théologie évangélique  à la Yonsei University.  Il enchaînera plusieurs formations; Hansei University BA, United Graduate School of Theology Yonsei University Th.M, Westminster University Theology Seminary Th.M, Temple University M.A et Ph.D,.

## Ministère
Lee commence son ministère comme pasteur à Yoido Full Gospel Church en 1977.  
En 2008, il succède à David Yonggi Cho comme pasteur principal de Yoido Full Gospel Church ,,.
Il devient également surintendant des Assemblées de Dieu de Corée du Sud, Conseil général de Yoido en 2009.
En 2016, il devient président du Conseil chrétien de Corée.